# Вариация (музика)
Вижте пояснителната страница за други значения на Вариация.
Вариация (на латински: vario – промяна) е музикална форма, която се състои от дадена тема или поне две различни мелодии върху тази тема, при които се спазва (свободно) зададеният мелодичен и хармоничен параметър на темата, която непременно присъства в разработката.
Възникнала като чисто импровизационен похват, вариацията като форма се заражда през Средновековието, но добива завършеното си развитие през епохата на барока.
Вариациите могат да бъдат както авторски (написани от самия автор; напр. „Голдберг вариациите“ на Йохан Себастиан Бах, сарабандата от сюитата в ре-минор на Георг Хендел, „Капричиите“ на Николо Паганини), така и интерпретаторски (напр. „Вариации на тема Паганини“ върху цитираните вече от Сергей Рахманинов). В зависимост от отношението спрямо основния обединяващ комплекс (включващ мелодика, хармония, структурни особености и т.н.), чиято най-концентрирана проява е началната тема, вариациите могат да се разделят на 2 основни вида: строги и свободни. При строгите вариации връзката с темата е по-ясна, докато при свободните измененията могат да бъдат твърде съществени.
Вариационната форма често се използва при инструменталния концерт, особено при т.нар. каденца. В по-широк план вариационността е универсален принцип при изграждане на музикалното цяло, който се проявява на различните му структурни равнища.